# Портрет молодої дівчини (Крістус)
«Портрет молодої дівчини» — портрет молодої дівчини, виконаний олією на дереві, руки Петруса Крістуса, відомого представника раннього нідерландського живопису. Картина написана ним наприкінці життя, між 1465 та 1470 роками. Вона вважається одним із найкращих шедеврів Північного Відродження та значною віхою фламандського живопису. Наразі портрет зберігається в Берлінській картинній галереї.  